# Raíssa Gorbachova
Raisa Maksimóvna Gorbachova ou Gorbachev em russo:  Раиса Максимовна Горбачёва (Rubtsovsk, Krai de Altai, 5 de janeiro de 1932 — Münster, 20 de setembro de 1999) foi a última primeira-dama da União Soviética entre 1985 e 1991, casada com o presidente Mikhail Gorbachov.
Até a chegada de Gorbachov ao poder, os líderes soviéticos não eram acompanhados pelas esposas nos eventos políticos, e pouco se sabe ou se lembra a respeito das primeiras-damas que antecederam Gorbachova. 
Nascida com o nome de Raisa Maksimova Titorenko em 5 de janeiro de 1932, na aldeia de Rubtsovsk, na Sibéria, cresceu em várias partes da União Soviética, onde seu pai era um engenheiro ferroviário. Concluiu seus estudos com mérito, entrando para a Universidade Estatal de Moscou, onde concluiu o curso de filosofia. Foi lá onde conheceu Mikhail Gorbachev, então estudante de direito, e se casaram em 1954. Anos depois mudou-se para Stavropol, retornando depois para Moscou, onde concluiu seu doutorado em sociologia.
Raisa  teve papel importante na difusão da cultura russa para o Ocidente, com o objetivo de tornar mais positiva e limpa a imagem de seu país para o resto do mundo. Ela é até hoje lembrada como uma das mulheres mais influentes da Rússia.
Raisa Gorbachova também foi uma importante ativista pela preservação da herança cultural russa, bem como defensora de causas sociais, como o tratamento de crianças com leucemia. Em 1999, Raíssa estava doente e o diagnóstico foi leucemia. Foi tratada no hospital da Universidade de Münster, um dos mais famosos centros hematológicos da Europa, mas faleceu em 20 de setembro de 1999.
O fato de Raisa tratar a doença no exterior reacendeu as críticas à família Gorbachov, a respeito do desdém com que lidaram com os eventos do acidente nuclear de Chernobyl, que provocou doenças em milhares de moradores da cidade, sem que a população ficasse sabendo. Está sepultada no cemitério Novodevichy.

## Obras
- Tenho Esperança (1992)